# London Ravens
Les London Ravens était un club anglais de football américain basé à Londres. Ce club fut fondé en 1982 et cessa ses activités en 1991. À ses trois titres officiels, on notera le gain d'un titre non officiel en 1984 après une saison informelle sans finale.

## Palmarès
- Champion du Royaume-Uni : 1985, 1986, 1987